# Helper
Helper település az Amerikai Egyesült Államok Utah államában, Carbon megyében. Lakosainak száma 2112 fő (2020. április 1.).

## Közlekedés

### Vasút
A települést napi egy pár California Zephyr néven futó Amtrak távolsági vonatjárat érinti.

## Népesség
A település népességének változása:

| 2010 | 2 201 |
| 2020 | 2 112 |